# Boissy-Fresnoy
Boissy-Fresnoy – miejscowość i gmina we Francji, w regionie Hauts-de-France, w departamencie Oise.
Według danych na rok 1990 gminę zamieszkiwały 634 osoby, a gęstość zaludnienia wynosiła 40 osób/km² (wśród 2293 gmin Pikardii Boissy-Fresnoy plasuje się na 442. miejscu pod względem liczby ludności, natomiast pod względem powierzchni na miejscu 170.).